# 久万町
久万町（くまちょう）は、愛媛県の中予地方にあった町である。合併により、現在は久万高原町となっている。
1991年にはドラマ「東京ラブストーリー」のロケも行われた。

## 地理
上浮穴郡の行政、経済活動の中心として栄えてきた。かつての郡役場、県土木事務所、警察、バスターミナル等があり、郡を代表する公共施設も本町に集中している。

## 歴史
- 1889年（明治22年）12月15日 - 町村制施行により上浮穴郡久万町村、上野尻村、下野尻村が合併して久万町村（くままちむら）が成立[1]。
- 1901年（明治34年）8月15日 - 久万町村が町制施行、久万町（第1次）となる。
- 1924年（大正12年）2月11日 - 上浮穴郡菅生村と合併、久万町（第2次）となる。
- 1934年（昭和9年）3月24日 - 松山駅前と久万町を結ぶ省営バスが開通[2]。
- 1935年（昭和10年）7月21日 - 高知県佐川町との間に省営バスが開通[3]。
- 1943年（昭和18年）9月1日 - 上浮穴郡明神村と合併、久万町（第3次）となる。
- 1959年（昭和34年）3月31日 - 上浮穴郡川瀬村、父二峰村及び美川村の一部と合併、久万町（第4次）となる。
- 2004年（平成16年）8月1日 - 美川村、面河村、柳谷村と合併し、久万高原町となり、久万町は廃止。

## 行政
歴代町長
- 町村制施行以前: 戸長 - 山内萬衛
- 明治18年頃 - 田中甚衛: 明治18年頃〜明治23年3月（町村制実施により）
- 初 代 - 桜井誠政: 明治23年1月〜
- 第2代 - 船田源松: 明治37年2月〜
- 第3代 - 高橋精一郎: 大正2年不詳〜
- 第4代 - 井部栄基: 昭和2年10月〜 昭和18年2月5日明神村合併
- 第5代 - 八木菊次郎: 昭和18年2月〜
- 第6代 - 高野義唯: 昭和22年4月〜
- 第7代 - 井部栄治: 昭和23年7月〜
- 第8代 - 高野義唯: 昭和26年4月〜
- 第9代 - 高岡貞一郎: 昭和27年4月〜
- 第10代 - 相原芳太: 昭和30年4月〜
- 第11代 - 日野泰: 昭和34年4月〜
- 第12代 - 河野修: 昭和50年4月〜
- 第13代 - 玉水寿清: 平成12年4月 〜平成16年8月1日

## 教育
高等学校
- 愛媛県立上浮穴高等学校

中学校
- 久万町立久万中学校

小学校
- 久万町立久万小学校

## 交通

### 鉄道
町内に鉄道はない。

### バス
- 伊予鉄南予バス
- ジェイアール四国バス

### 道路
国道
- 国道33号
- 国道380号

県道
- 愛媛県道12号西条久万線
- 愛媛県道42号久万中山線

## 出身有名人
- 藤岡弘、 - 俳優
- 丸山一仁 - 元プロ野球選手